# Zychaea
Zychaea är ett släkte av svampar. Zychaea ingår i familjen Syncephalastraceae, ordningen Mucorales, divisionen oksvampar och riket svampar.
|         | Syncephalastrum                    |
|         |                                    |
|         | Dichotomocladium                   |
|         |                                    |
|         | Protomycocladus                    |
|         |                                    |
| Zychaea | \| \| Zychaea mexicana \| \| \| \| |
|         | \| \| Zychaea mexicana \| \| \| \| |
|         | Thamnostylum                       |
|         |                                    |
|         | Fennellomyces                      |
|         |                                    |
|         | Phascolomyces                      |
|         |                                    |
|         | Zychaea mexicana                   |
|         |                                    |

|  | Zychaea mexicana |
|  |                  |